# Johann (Breslau)
Johann (auch: Johannes) war der erste Bischof von Breslau.
Nach den Aufzeichnungen des Chronisten Thietmar von Merseburg war ein Johannes der erste Bischof des im Jahre 1000 gegründeten Bistums Breslau. Sitz des Bistums wurde die Breslauer Dominsel. Auf ihr soll sich bereits eine von Herzog Boleslav von Böhmen errichtete Kirche befunden haben. Die Diözesangrenzen waren damals noch nicht fest umschrieben. Es waren die schlesischen Gebiete beiderseits der oberen und mittleren Oder mit Ausnahme des Glatzer Kessels, der sowohl kirchlich als auch politisch bei Prag verblieb. 
Es ist nicht bekannt, wie lange Johannes als Bischof amtierte. Nach dem Tod des Herzogs Bolesław Chrobry 1025 kam es zu inneren Schwierigkeiten, die auch das noch nicht verwurzelte Christentum bedrohten und in den 1030er Jahren zu einem heidnischen Volksaufstand führten. Es wird vermutet, das Bistum sei in dieser Zeit untergegangen. Sicher ist, dass Bischof Johann seinen Sitz in Breslau aufgeben musste. Vermutlich suchte er zunächst Zuflucht in Schmograu und später auf der Burg Ritschen.
Durch den Untergang des Bistums ging auch die Erinnerung an den ersten Bischof Johannes verloren. Er wird deshalb nicht bei der Zählung bzw. Nummerierung der gleichnamigen Bischöfe berücksichtigt. Die Liste der Breslauer Bischöfe ist erst mit Bischof Hieronymus lückenlos überliefert. Dessen Nachfolger wird als Johann I. bezeichnet.